# Jimi Blue Ochsenknecht
Jimi Blue Ochsenknecht (Monaco di Baviera, 27 dicembre 1991) è un attore e cantante tedesco.

## Biografia
È il fratello minore di Wilson Gonzalez Ochsenknecht e figlio di Uwe Ochsenknecht.
Ha fatto diversi film tra cui Sommer, Gangs e Die Wilden Kerle, meglio conosciuta come La tribù del pallone. La serie di film La tribù nel pallone è attualmente trasmessa da i seguenti canali italiani: Sky Cinema 1, Sky Cinema +1, Sky Cinema +24.
Nel 2008 ha esordito come cantante.

## Filmografia
- La tribù del pallone - Sfida agli invincibili (Die Wilden Kerle), regia di Joachim Masannek (2002)
- La Tribù del Pallone 2 - Uno Stadio Per La Tribù (Die Wilden Kerle 2), regia di Joachim Masannek (2005)
- La Tribù del Pallone 3 (Die Wilden Kerle 3), regia di Joachim Masannek (2006)
- La Tribù del Pallone 4 (Die Wilden Kerle 4), regia di Joachim Masannek (2007)
- La tribù del pallone - L'ultimo goal (DWK 5 – Die Wilden Kerle: Hinter dem Horizont), regia di Joachim Masannek (2008)
- Sommer (Summer), regia di Mike Marzuk (2008)
- Gangs, regia di Rainer Matsutani (2009)
- Homies (HipHop Express), regia di Adnan Kose (2010)

## Discografia

### Album
| Anno | Títolo         | Posizioni | Posizioni | Posizioni | Osservazioni                                     |
| Anno | Títolo         | Germania  | Austria   | Svizzera  | Osservazioni                                     |
| ---- | -------------- | --------- | --------- | --------- | ------------------------------------------------ |
| 2009 | Mission Blue   | 16        | 14        | 57        | Pubblicazione: 2 novembre 2007 Ventas: + 100.000 |
| 2008 | Sick Like That | 29        | 29        | 52        | Pubblicazione: 31 ottobre 2008 Ventas: +         |

### Singoli
| 2009 | I'm Lovin … (L.R.H.P.) Mission Blue | 5  | 8  | 23 | Pubblicazione: 12 ottobre 2007   |                     |                       |    |    |    |                              |                                    |      |                                         |    |    |   |                               |
| 2009 | All Alone Mission Blue              | 13 | 26 | –  | Pubblicazione: 11 gennaio 2008   | mission blue 2009\| | Hey Jimi Mission Blue | 24 | 26 | 46 | Pubblicazione: 28 marzo 2008 | Ager Mit Mutti / mission blue 2009 | 2008 | The One (Thom con Jimi Blue) Sommer OST | 54 | 74 | – | Pubblicazione: 18 aprile 2008 |
| 2008 | Key to the City Sick Like That      | 13 | 24 | –  | Pubblicazione: 20 settembre 2008 |                     |                       |    |    |    |                              |                                    |      |                                         |    |    |   |                               |
| 2008 | Best Damn Life Sick Like That       | 67 | –  | –  | Pubblicazione: 21 novembre 2008  |                     |                       |    |    |    |                              |                                    |      |                                         |    |    |   |                               |